# Los Quién
Los Quién és una sèrie de televisió emesa per Antena 3 que es va estrenar en 2 de maig de 2011 amb una bona acollida per part de l'audiència i liderant la seva franja d'emissió respecte a les ofertes de les altres cadenes. Mescla grans dosis d'humor amb una gravació en sitcom, obtenint com a resultat una comèdia.
Va acabar el 20 de juliol de 2011 havent emès només una temporada.

## Argument
La sèrie està centrada en el primer matrimoni que es va acollir a la llei del divorci a Espanya, per tant se situa a principis de la dècada dels anys 1980.
Gustavo i Susana, un matrimoni amb una filla, Paula, pateixen la monotonia matrimonial, per la qual cosa Susana demana el divorci.
Entretant, el germà de Susana, Esteban, un capellà, vol deixar la seva vida clerical, tot i que la seva mare, Julia, no ho accepta.

## Personatges
- Gustavo Peña (Javier Cámara)
- Susana Zunzunegui Santamaría (María Pujalte)
- Esteban Zunzunegui Santamaría (Julián López González)
- Candela (Cristina Alcázar)
- Faustino Molina “Tino” (Fernando Gil)
- Julia Santamaría (Kiti Manver)
- Paula Peña Zunzunegui (Lucía Martín)
- Eloy (Álvaro Fontalba)
- Francisca “Chesca” (Elena Rivera)

## Episodis i audiències
| Primera temporada |                               |           |       |
| 1                 | Dilluns 2 de maig de 2011     | 3.293.000 | 15,9% |
| 2                 | Dilluns 2 de maig de 2011     | 2.891.000 | 16,0% |
| 3                 | Dilluns 9 de maig de 2011     | 2.266.000 | 11,3% |
| 4                 | Dilluns 9 de maig de 2011     | 2.372.000 | 12,9% |
| 5                 | Dimecres 18 de maig de 2011   | 2.569.000 | 13,3% |
| 6                 | Dimecres 25 de maig de 2011   | 2.387.000 | 12,6% |
| 7                 | Dimecres 1 de juny de 2011    | 2.282.000 | 11,8% |
| 8                 | Dimecres 8 de juny de 2011    | 1.937.000 | 10,0% |
| 9                 | Dimecres 29 de juny de 2011   | 1.373.000 | 8,2%  |
| 10                | Dimecres 29 de juny de 2011   | 1.393.000 | 9,3%  |
| 11                | Dimecres 6 de juliol de 2011  | 590.000   | 6,1%  |
| 12                | Dimecres 13 de juliol de 2011 | 729.000   | 6,4%  |
| 13                | Dimecres 20 de juliol de 2011 | 799.000   | 7,2%  |